# Vuelo espacial tripulado

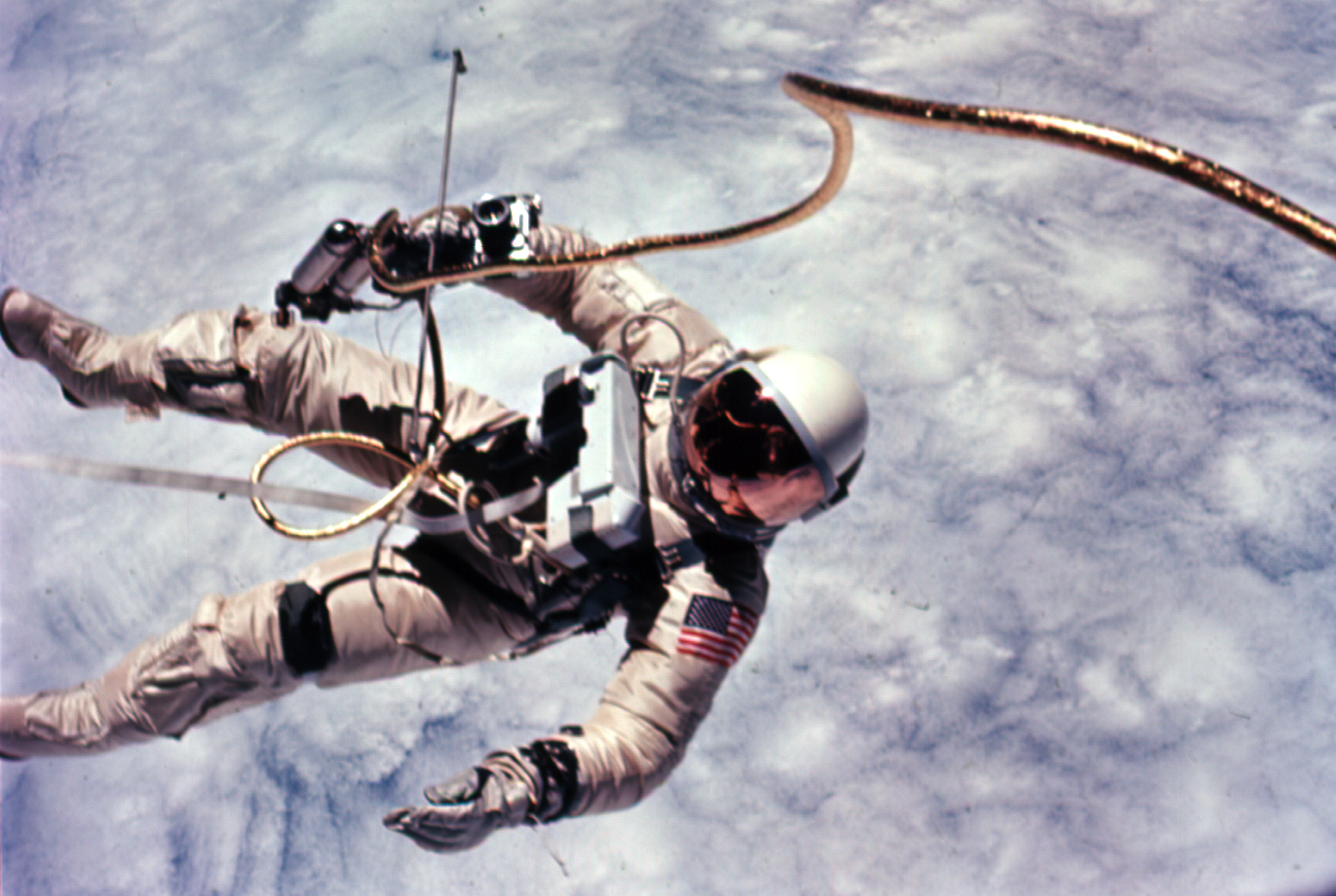
Edward White en un paseo espacial durante la misión Gemini 4.

Un vuelo espacial tripulado es una exploración espacial con una tripulación humana y posiblemente pasajeros, en contraste con sondas espaciales robóticas o misiones espaciales no tripuladas controladas remotamente.
En ocasiones, pasajeros de otras especies han estado a bordo de una nave espacial, aunque no todas sobrevivieron el regreso a la Tierra. Los perros, fueron los primeros grandes mamíferos lanzados desde la Tierra. El primer vuelo espacial humano fue el Vostok 1 el 12 de abril de 1961; el cosmonauta soviético Yuri Gagarin hizo una órbita alrededor de la Tierra; después del éxito del vuelo, el ingeniero jefe del programa Vostok sugirió la preparación de mujeres cosmonautas; Valentina Tereshkova se convirtió en la primera mujer en el espacio a bordo de la Vostok 6 el 16 de junio de 1963. La órbita terrestre más alta lograda por un vehículo pilotado fue la Gemini 11 en 1966, que alcanzó una altura de 1374 km. El programa del Transbordador Espacial en las misiones de lanzar y hacer funcionar el Telescopio espacial Hubble también ha alcanzado una órbita terrestre alta a una altitud alrededor de 600 kilómetros.

Países que tienen programas de vuelos espaciales tripulados.
Confirmado fecha y programas de vuelos espaciales tripulados.
Confirmado fecha y programas de vuelos espaciales suborbitales (y futuros programas de vuelos espaciales orbitales).
Países que han mostrado interés en la formación de programas de vuelos espaciales tripulados.
Países que abandonaron sus propios programas espaciales..

El destino de las misiones de los vuelos espaciales humanos más allá de la órbita terrestre han sido sólo a la Luna, que está propiamente en la órbita terrestre. En la primera misión de este tipo, la Apolo 8, la tripulación orbitó la Luna. La siguiente misión fue la Apolo 10, y comprobó el aterrizaje lunar de la nave en la órbita lunar sin de hecho aterrizar. Las misiones siguientes que aterrizaron fueron Apolo 11 hasta Apolo 17, excluyendo Apolo 13. En cada misión, dos de los tres astronautas involucrados aterrizaron en la Luna; así, a finales de los años 1960 y principios de los años 1970 el Programa Apolo de la NASA logro colocar a doce hombres en suelo lunar, regresando todos ellos a la Tierra.
A día de hoy las misiones espaciales tripuladas han sido llevadas a cabo por la Unión Soviética/Rusia, los Estados Unidos de América y la República Popular China. Las misiones realizadas por los Estados Unidos de América en un principio fuero todas gubernamentales (NASA) y actualmente privadas (Virgin Galactic, Space X).
Actualmente se utilizan las siguientes naves espaciales y bases espaciales:
- Estación Espacial Internacional.
- Soyuz TMA con el Vehículo Soyuz de lanzamiento - Cosmódromo de Baikonur
- Nave espacial Shenzhou
- New Shepard
- Dragon

## Intentos por país
Intentos exitosos están en negritas.
| Nación/Organización                    | Agencia espacial                                                  | Término Nacional                                                               | Primer astronauta lanzado | Fecha                 | Nave Espacial            | Lanzadora       |
| -------------------------------------- | ----------------------------------------------------------------- | ------------------------------------------------------------------------------ | ------------------------- | --------------------- | ------------------------ | --------------- |
| Unión Soviética                        | Programa Espacial Soviético (OKB-1 Design Bureau)                 | Cosmonauta космонавт kosmanavt                                                 | Yuri Gagarin              | 12 de abril de 1961   | Vostok 1                 | Vostok          |
| EUA                                    | Administración Nacional de Aeronáutica y el Espacio (NASA)        | Astronauta astronaut                                                           | Alan Shepard              | 5 de mayo de 1961     | Mercury Redstone 3       | Redstone        |
| China                                  | Programa espacial chino                                           | 宇航员 yǔhángyuán 航天员 hángtiānyuán                                          | ...                       | 1973 (abandonado)     | Shuguang 1               | Larga Marcha    |
| China                                  | Programa espacial chino                                           | 宇航员 yǔhángyuán 航天员 hángtiānyuán                                          | ...                       | 1981 (abandonado)     | Fanhui Shi Weixing       | Larga Marcha 2  |
| Unión Europea                          | Agencia Espacial Europea (ESA)                                    | astronaut spationaut spationaute                                               | ...                       | 1999 (abandonado)     | Hermes                   | Ariane 5        |
| Irak                                   | ...                                                               | رجل فضاء rajul faḍāʼ رائد فضاء rāʼib faḍāʼ ملاح فضائي mallāḥ faḍāʼiy           | ...                       | 2001 (abandonado)     | ...                      | Tammouz 2 o 3   |
| Japón                                  | Agencia Japonesa de Exploración Aeroespacial (JAXA)               | 宇宙飛行士 uchūhikōshi                                                         | ...                       | 2003 (abandonado)     | HOPE-X                   | H-II            |
| China                                  | Administración Espacial Nacional China (CNSA)                     | Taikonauta 太空人 tàikōng rén 宇航员 yǔhángyuán 航天员 hángtiānyuán            | Yang Liwei                | 15 de octubre de 2003 | Shenzhou 5               | Larga Marcha 2F |
| India                                  | Agencia India de Investigación Espacial (ISRO)                    | Aakashagami आकाशगामि Brahmāndagami ब्रह्मान्डगामि Antharikshayaatri अन्तरिक्षयात्रि: Gaganaut | ...                       | 2015 (aprobado)       | ISRO Orbital Vehicle     | GSLV Mk II      |
| Unión Europea                          | Agencia Espacial Europea (ESA)                                    | astronauta astronaut spationaut spationaute                                    | ...                       | 2018 (aprobado)       | CSTS (evolución del ATV) | Ariane 5        |
| Irán                                   | Agencia Espacial Iraní (ISA)                                      | فضانورد faza navard                                                            | ...                       | 2021 (planeado)       | ISA manned spacecraft    | ...             |
| Japón                                  | Agencia Japonesa de Exploración Aeroespacial (JAXA)               | 宇宙飛行士 uchūhikōshi                                                         | ...                       | 2025 (planeado)       | JAXA manned spacecraft   | H-II            |
| República Popular Democrática de Corea | Comité Coreano de Tecnología Espacial (KCST)                      | 우주비행사 ujubihaengsa                                                        | ...                       | (planeado)            | ...                      | ...             |
| Turquía                                | Scientific and Technological Research Council of Turkey (TÜBİTAK) | gökmen                                                                         | ...                       | (planeado)            | ...                      | ...             |
| Malasia                                | Malaysian National Space Agency (MNSA)                            | angkasawan                                                                     | ...                       | (planeado)            | ...                      | ...             |